# 미하일 알로얀
미하일 수레노비치 알로얀(러시아어: Михаи́л Суре́нович Алоя́н, 1988년 8월 23일~)은 러시아의 권투 선수이다. 2012년 하계 올림픽 남자 플라이급에서 동메달을 획득했으며 세계 선수권 대회에서 금메달 2개, 동메달 1개를 획득했다.
2017년에 프로로 전향했으며 통산 9전 8승 1패를 기록했다.